# Ghadames
Ghadames (berbisk: Hadēməs; klassisk arabisk: غدامس (Ġadāmis)) er en oaseby vest i Libyen, ca. 550 km sydvest for Tripoli, nær grænsen mod Algeriet og Tunesien. Byen har ca. 7000 indbyggere, hovedsagelig tuareg-berbere.
Den gamle bydel, som er omkranset af en bymur og beskrives som "ørkenens perle", er blevet erklæret som verdensarvsområde, på grund af sin bevarede byggeskik og bystruktur. Husene har en vertikal funktionsdeling, med lagerrum på grundplanet, opholdsrum i anden etage og på toppen tagverandaer forbeholdt kvinderne. Byen er delt i syv distrikter, efter de syv klaner som tilhører byen. Hvert distrikt har egne torve og festivalpladser. I 1970'erne blev der bygget moderne huse udenfor området, men mange familier bruger husene i den gamle bydel som sommerbolig, på grund af den gamle byggeskiks evne til at beskytte mod varmen.
Ghadames omtales af Plinius som Cydamus, og må altså have eksisteret i romertiden. I 500-tallet viser optegnelser at der levede en biskop her, mens byen i 600-tallet var muslimsk territorium. Byen havde en vigtig rolle i den transsahariske karavanefart.